# South African Open (теніс) 1974
South African Open 1974, також відомий за назвою спонсора як South African Breweries Open, - чоловічий і жіночий тенісний турнір, що проходив на відкритих кортах з твердим покриттям у Йоганнесбургу ПАР. Належав до Commercial Union Assurance Grand Prix 1974. Відбувсь усімдесятперше і тривав з 18 листопада до 26 листопада 1974 року. Джиммі Коннорс і Керрі Мелвілл здобули титул в одиночному розряді.

## Фінальна частина

### Одиночний розряд, чоловіки
Джиммі Коннорс —  Артур Еш 7–6, 6–3, 6–1 

### Одиночний розряд, жінки
Керрі Мелвілл —  Діанне Фромгольтц 6–3, 7–5 

### Парний розряд, чоловіки
Боб Г'юїтт /  Фрю Макміллан —  Том Оккер /  Марті Ріссен 7–5, 6–4, 6–3

### Парний розряд, жінки
Ілана Клосс /  Керрі Мелвілл —  Маргарет Корт /  Діанне Фромгольтц 6–2, 6–3